# Zsigó Róbert
Zsigó Róbert Vilmos (Bácsalmás, 1967. november 10. –) magyar politikus. 1998 óta Baja és térsége egyéni országgyűlési képviselője, 2010 és 2014 között Baja város polgármestere. 2022 óta a Fidesz frakcióvezető-helyettese. A Kulturális és Innovációs Minisztérium parlamenti államtitkára, miniszterhelyettese.

## Életrajz és családi háttér
Édesapját és édesanyját, szüleikkel együtt a Felvidékről telepítették Bácsalmásra 1947-ben, a második világháborút követő időkben.
Az általános iskolát szülőhelyén végezte, majd Baján tanult a Bányai Júlia Kereskedelmi és Vendéglátóipari Szakképző Iskolában. Cukrászként végezett, 1985-ben. Ezt követően Bácsalmáson, a Hunyadi János Gimnáziumban érettségizett.
A helyi ÁFÉSZ Cukrászüzemében dolgozott beosztottként, 1996-ig, majd egységvezetőként 1998-ig.
1990-ben kötött házasságot. Feleségével, Rózsával, három gyermeküket, Tamást, Esztert és Bencét nevelik közösen. Eszter és Bence születésüktől kezdve mozgássérültek.

## A politikában
1991-ben csatlakozott a Fideszhez, és alapító elnöke lett a Fidesz bácsalmási szervezetének, amely tisztséget 7 éven át viselte. 1996-ban beválasztották a Bács-Kiskun megyei Önkormányzat Közgyűlésébe.
1998-ban Baja és térsége országgyűlési képviselőjévé választották egyéni választókerületben, és azóta folyamatosan képviselő.
2001-ben a Fidesz Bács-Kiskun megyei elnöke lett. 2002 és 2006 között Baja Város önkormányzati képviselője volt. Ezt követően, 2003 és 2021 között a Fidesz választókerületi elnöki posztját töltötte be.
2010 májusától 2018 áprilisáig a Fidesz frakcióvezető-helyettese volt, míg 2010 októbere és 2014 júniusa között Baja Város polgármestereként tevékenykedett. 2013 áprilisától 2014 júniusáig a Fidesz szóvivője is volt, valamint 2014 márciusában a Fidesz országos választmányának alelnökévé választották.
2014 júniusa és 2018 májusa között a Földművelésügyi Minisztériumban, majd 2020 szeptemberéig az Agrárminisztériumban élelmiszerlánc-felügyeletért felelős államtitkárként dolgozott.
2020-ban kinevezték a Miniszterelnökség családokért felelős tárca nélküli miniszterének parlamenti államtitkárává. 2022. február 1-jétől 2022. június 1-jéig betöltötte a családokért felelős államtitkári pozíciót, ezt követően pedig a Fidesz frakcióvezető-helyettese lett.
2024 április 1-jétől a Kulturális és Innovációs Minisztériumban parlamenti államtitkárként, miniszterhelyettesként látja el feladatait.